# Ashington (Northumberland)

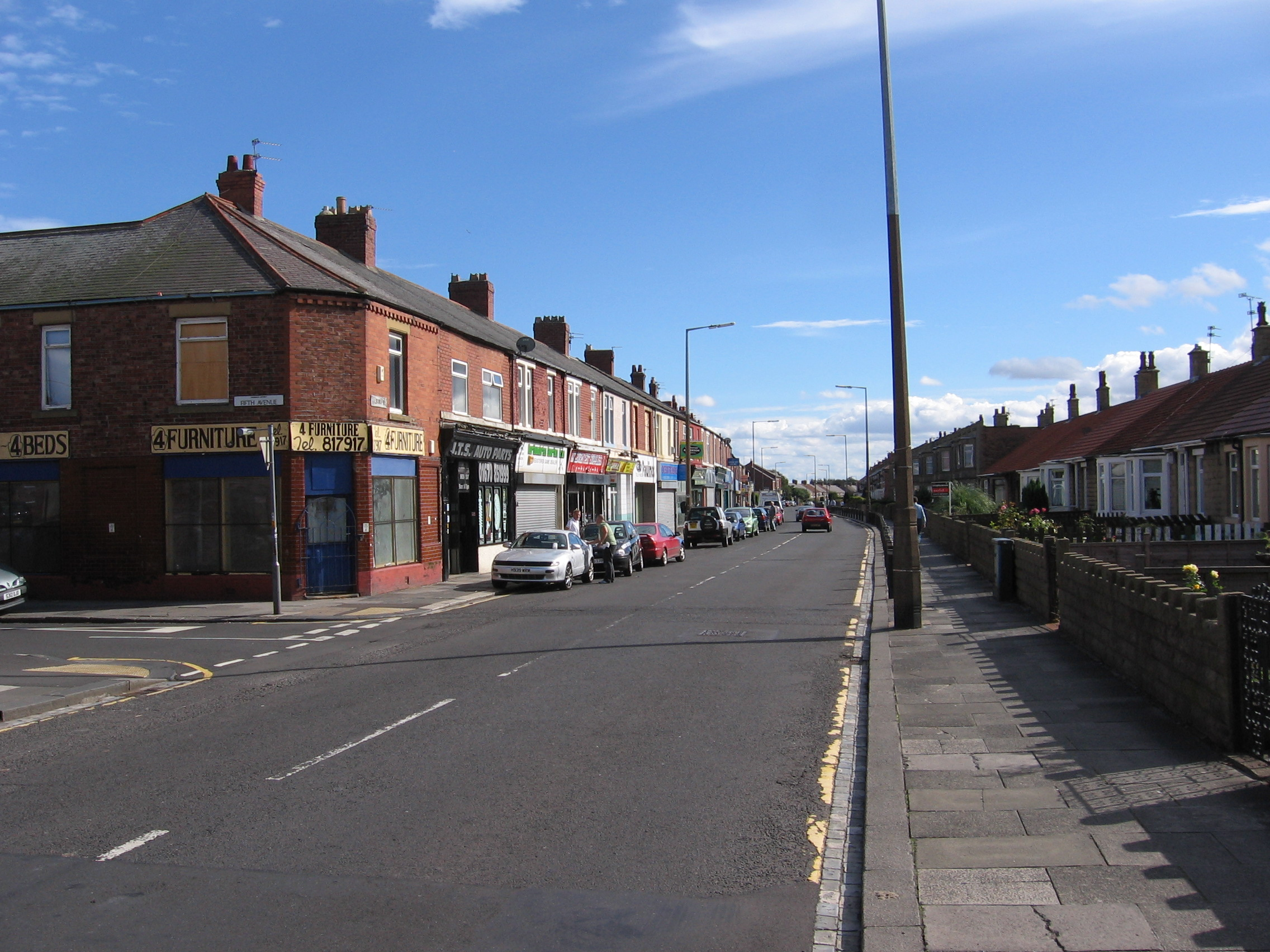
Milburn Road

Ashington ist eine Stadt in Northumberland in England und zählt 27.900 Einwohner. Obwohl die erste urkundliche Erwähnung einer Siedlung an dieser Stelle unter dem Namen Essende aus dem Jahre 1170 stammt, entwickelte sich die Stadt erst in den 1840er-Jahren, als William John Cavendish-Scott-Bentinck, 5. Duke of Portland, begann, Arbeiter anzusiedeln, die in seinem kurz zuvor eröffneten Bergwerk arbeiten sollten. Seit 1988 wird hier keine Kohle mehr abgebaut.
Ashington liegt ca. 7 km östlich von Morpeth und ca. 23 km nördlich von Newcastle upon Tyne.

## Söhne und Töchter der Stadt
- John Jacques, Baron Jacques (1905–1995), Unternehmer und Politiker
- Jackie Milburn (1924–1988), Fußballspieler und -trainer
- Billy Sanders (1934–2001), Sänger
- Jack Charlton (1935–2020), Fußballspieler und -trainer
- Bobby Charlton (1937–2023), Fußballspieler
- Sheila Armstrong (* 1942), Sopranistin
- Kenneth Ferrie (* 1978), Profigolfer
- Martin Taylor (* 1979), Fußballspieler
- Michael Oliver (* 1985), Fußballschiedsrichter
- Katherine Copeland (* 1990), Ruderin
- Mark Wood (* 1990), Cricketspieler